# 靜海大道站
世紀大道站是南通轨道交通1号线的地铁车站，位于中华人民共和国江苏省南通市崇川区通滬大道与靜海大道交叉口地下，于2022年11月10日开通。

## 车站结构
靜海大道站设置於通滬大道与靜海大道交叉口地下，呈東南-西北走向，为地下两层岛式站台车。车站地下一层为站厅层，地下二层为設備层，地下三层为站台层。
| 地面              | 出入口 | 1-4出入口                                                                                             |
| 地下一层          | 站厅   | 客服中心、自动售票机、验票机                                                                          |
| 地下二层          | 設備层 | |
| 地下三层          | 站台层 | \| \| \| 1号线往平潮（崇州大道） \| \| 島式 · 開左邊车门 \| \| \| \| \| \| 1号线往振兴路（大剧院） \| |
|                   |        | 1号线往平潮（崇州大道）                                                                               |
| 島式 · 開左邊车门 |        | |
|                   |        | 1号线往振兴路（大剧院）                                                                               |

## 车站出口
靜海大道站共设4个出口，各出口及周围设施如下所示：
| 编号                | 周边信息 | 照片 | 无障碍设施 |
| ------------------- | -------- | ---- | ---------- |
| 1 · 出口 · （设有） |          |      |            |
| 2 · 出口            |          |      | 不適用     |
| 3 · 出口            |          |      | 不適用     |
| 4 · 出口            |          |      | 不適用     |
| 图例： 设有         |          |      |            |

## 车站历史
该站规划时名称为通滬大道站 ，开通前更名为靜海大道站 。
- 2022年11月10日，随1号线一期工程通车一同开通[1]。